# Алчак (Судак)
Алчак (крим. Alçaq) — мікрорайон Судака, розташований на сході міста. Названий на честь сусідньої однойменної гори, у перекладі «низький».

## Опис
Основні вулиці: Гаспринського, Манджил, Ашик Умера, Чобан-Заде.
Здебільшого кримськотатарський район міста. Через позицію місцевою влади, що не виділяла землю кримським татарам, що повернулися з депортації, частину району займають нелегальні самозахоплювальні ділянки, без комунікацій — води, газу, опалення, електрики. Замість асфальтованих доріг — ґрунтовка яка після дощів перетворюватиметься на бруд.
Поступово район Алчака легалізується та перетворюватиметься на важливу зону відпочинку та сервісу Судака.

## Історія
З початку 2000-х і до 2016-го року в районі діяло кілька нелегальних казино.